# Cruz del Eje
Cruz del Eje es una ciudad y municipio de la provincia de Córdoba, Argentina, cabecera del departamento Cruz del Eje.
Se encuentra al noroeste de dicha provincia en la seca región transicional entre las Sierras de Córdoba y la desértica gran depresión de las Salinas Grandes, a unos 128 km de la ciudad de Córdoba. Se destaca por su agradable clima y sus atractivos paisajes, enclavada en la zona conocida como la Cuenca del Sol, llamada así por su clima seco y sus trescientos días al año con cielos despejados.
La ciudad representa una importante unidad económica y comercial para la región y se constituye como el mayor centro productor provincial de aceituna y desarrollador industrial del aceite comestible asociado. Es por ello que aquí, se celebra anualmente, desde hace sesenta años,[¿cuándo?] la Fiesta Nacional del Olivo.
Entre el paisaje dominado por olivares, se halla el Embalse Cruz del Eje que tiene más de 3 km de longitud y un espejo de agua de unas 1200 ha. Además se puede visitar en esta ciudad la casa donde vivió el Dr. Arturo Illia y se desempeñó como médico, de 1928 hasta su elección como presidente de Argentina en 1963; y el Paseo Ferroviario que cuenta con numerosos vagones y locomotoras que hicieron la historia del ferrocarril en la Argentina (como la de vapor de trocha angosta del Tren Presidencial que transportara en su momento a Hipólito Yrigoyen y a Eva Perón).
En 1856 se creó el Departamento Cruz del Eje con cabecera en la ciudad homónima. El departamento cuenta con 6653 km².

## Toponimia
No hay datos precisos con respecto al origen del nombre la ciudad; el pueblo se vale de leyendas, la más aceptada es la que está en el poema Bamba de Ataliva Herrera; y la otra, El Vasco, recogida de la transmisión oral:

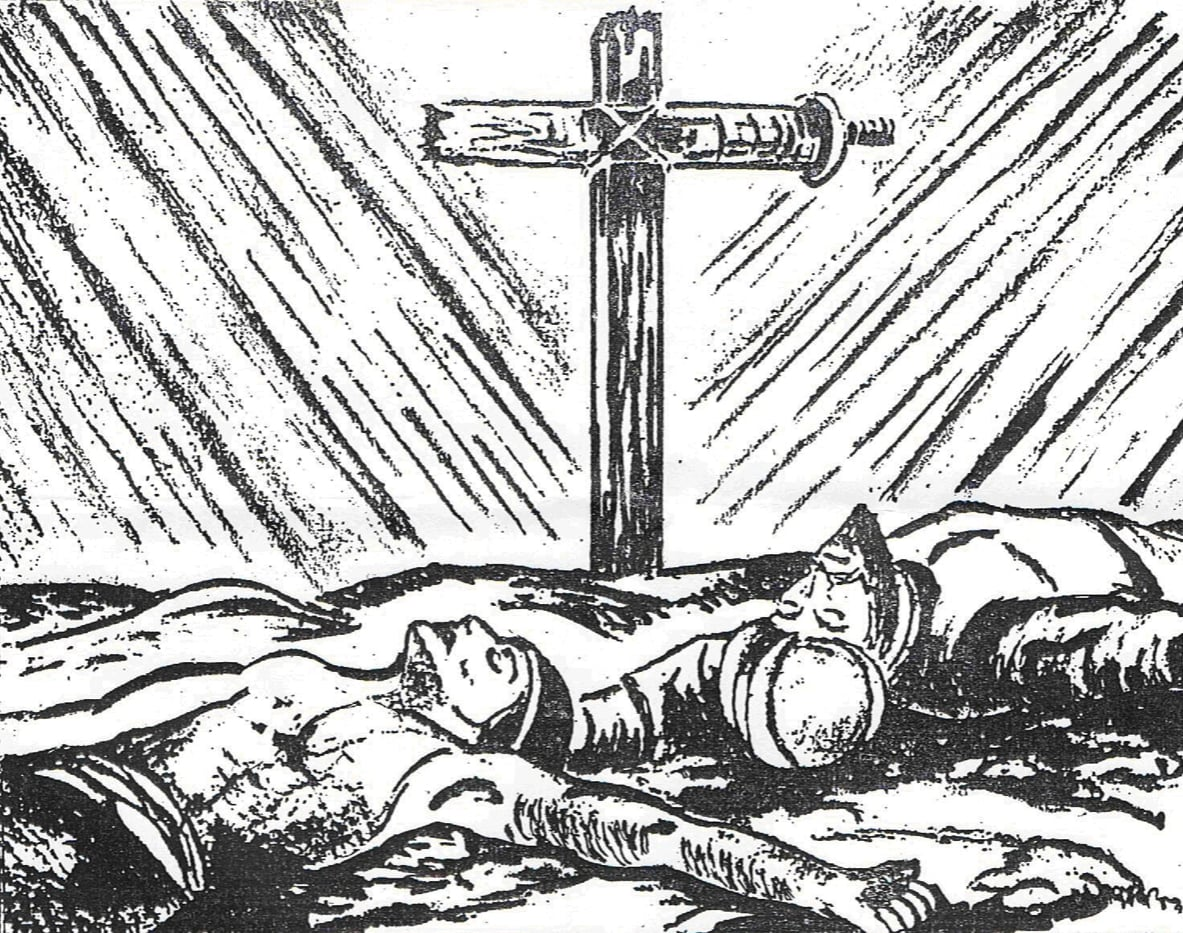
Representación ilustrativa de la muerte del capitán Tristán de Allende y el cacique Olayón luego del combate.

Según la primera leyenda, el cacique Olayón y el capitán Tristán de Allende decidieron batirse en un auténtico combate de jefes para dirimir la contienda entre los conquistadores y los originarios. El combate puede encuadrarse entre el año 1590 y el 1620, tiempo en que se dice transcurrió la vida del cacique.
Bajo un sol implacable y ante la atónita mirada de nativos y uniformados los dos hombres pelearon con fiereza hasta caer unidos por un abrazo mortal. En el instante del desenlace el cielo se abrió en dos provocando una lluvia que no se repetiría en siglos. Los enmudecidos testigos de la demostración de coraje sólo atinaron a separar los cuerpos fundidos en el barro. Los españoles cargaron el del moribundo capitán en una carreta, su única pertenencia, y en silencio cruzaron el río.
Al amanecer del día siguiente los nativos observaron a los hombres blancos despojados de sus pesadas indumentarias y colocando con unción sobre un montículo de tierra un símbolo por ellos desconocido: la cruz. Para armarla, se habían servido del eje de la carreta; destruida en un gesto que decía mucho de su determinación a no abandonar el lugar.
Desde entonces, originarios y cristianos convivieron en aquel emplazamiento. Olayón ganó fama legendaria y la cruz que coronaba la tumba del capitán Allende se convirtió en un signo. Mansamente, la vida fue abriéndose paso en derredor. La llamaron “La Cruz del Eje”.
En la otra leyenda, inserta en el diario Los Principios del 6 de septiembre de 1927, el autor coloca al nombre de la ciudad en el contexto del siglo XVIII, cuando el lugar se encontraba en uno de los dos ramales principales del Camino Real hacia el Alto Perú, y cuenta el trágico fin del comerciante de origen vasco, Tomás lturrilicoechea, muerto al caer de cabeza y troncharse el cuello a consecuencia de haberse quebrado el eje de una rueda de la carreta que lo transportaba.
El nombre, según el historiador y miembro de la Junta Provincial de Historia, escribano Juan Carlos Lozada Echenique, quien residió en esta ciudad muchos años se originó sin lugar a dudas por haberse puesto allí una cruz confeccionada por el eje de la carreta.
Por Ley Provincial N.º 212, por iniciativa del legislador Arturo Torres, en el año 1866 se oficializa el nombre de "CRUZ DEL EJE". La primera noticia documental que consta en la administración provincial data del año 1814, con referencia a personal dependiente de autoridades de la capital de la provincia. Un jefe de Policía de la capital, en el año 1826, don Delfín Cáceres, en carta dirigida a sus subalternos de Cosquín, denomina a la actual ciudad con el nombre de "La Cruz del Eje". El artículo "LA" fue perdiendo vigencia hasta desaparecer en los usos y en los documentos, en las últimas décadas del siglo XIX.

## Historia
Los orígenes históricos de la ciudad, y de la provincia de Córdoba a su vez, se remontan a la época en que los primeros colonos europeos, principalmente de España, se asentaron en lo que se conoció como Gobernación del Tucumán en los tiempos de la colonia. A la llegada de los españoles en el siglo XVI, el territorio estaba habitado por los comechingones.
Dos asentamientos existían en la zona, en ese momento. Uno, en el sector sur llamado "Toco-Toco" (que en lengua originaria significa hoyos, quebradas o huaicos) y otro, en el sector norte, "Caviche" o "Cavis". Una primera referencia a Toco-Toco como asentamiento indígena la da Hernán Mejía de Mirabal. Este capitán de la conquista, perteneciente a la expedición de Jerónimo Luis de Cabrera, dirige una entrada al norte de la provincia de Córdoba, por el camino de Punilla pasando por Cosquín, Escobas y llegando a Toco Toco. En 1587 otra expedición, enviada al Tucumán, liderada por Gaspar de Medina llega al asentamiento indígena de Cavis, ubicado en el lugar que hoy es el extremo norte de la ciudad, conocido como El Pantanillo o Barranca de los Loros. En este lugar se han encontrado rastros y vestigios del pasado aborigen y también restos de cementerios, urnas funerarias y otros utensilios.
La ciudad de Cruz del Eje no posee fundación cierta, sino que sus orígenes se dieron con la posesión de tierras por parte de los españoles colonizadores. Por este hecho no existe un Acta Fundacional, como era habitual en las ciudades coloniales. Fue resultado del agrupamiento que paulatinamente constituyeron los españoles descendientes que antes fijaron su residencia en las estancias vecinas de San Marcos y Siguiman a mediados del siglo XVII. Tras ellos vinieron otros, provenientes la mayoría de la zona de Punilla y algunos de la ciudad de Córdoba, comprobación que se llega por apellidos, a los que se agregaron indios y negros, los primeros por anteriores encomiendas y los segundos en su condición de esclavos.
En 1735, don Francisco de Baigorrí solicitó al Gobernador del Tucumán, don Juan de Armaza y Arregui y éste le concedió una merced de unas 26 leguas, a orillas del río Siguiman («reunión de aguas» en idioma comechingón), de las tierras llamadas comúnmente La Cruz del Eje, y el 22 de septiembre, el Juez de Comisión Don Estanislao de Toledo Pimentel, fechada el Acta le dio posesión de las mismas.
El primer habitante estable, europeo, fue el español Pedro Ladrón de Guevara quien, junto a su hijo Luis, le dieron gran impulso a la Estancia Siguiman, poblando de ganado sus campos y cultivándolos.
Cruz del Eje comienza a desarrollarse urbanísticamente a partir del siglo XIX. El primer núcleo poblacional de Cruz del Eje se ubica en el sector sur entre la actual Plaza 25 de mayo y el camino a las Bateas. En esos tiempos la villa se erigía por una sola calle, apodada calle chorizo por su extensión. A fin de siglo, con la creación de la municipalidad en 1890 y la instalación del FF.CC. Belgrano producen en la tranquila villa profundos cambios en su evolución urbana, y un polo de desarrollo importante en la zona.
El primer Intendente de la ciudad fue Don Feliz A. Cáceres quien asume ese cargo el 4 de junio de 1890 siendo reelecto en reiteradas ocasiones dejando la intendencia recién en el año 1905 por motivos de salud.
En el siglo XX la evolución de Cruz del Eje era bastante ascendente, tanto en lo demográfico como en lo económico y social, y se había convertido en una de las principales poblaciones de la provincia de Córdoba.
En 1944, el 3 de julio, se deja inaugurado el Dique Cruz del Eje, obra gestionada por más de 50 años y con la cual se esperaba un importante paso adelante económicamente.
El comercio crece y alcanza su nivel más alto hasta mediados de la década del ´70, iniciándose una paulatina decadencia por el cierre de los talleres ferroviarios. Cruz del Eje llegó a ser la cuarta población de la provincia.
En febrero de 1992 circuló en Cruz del Eje la predicción de una adivina que vaticinaba una gran catástrofe en esa ciudad. Posteriormente, la noche del 22 de febrero, los habitantes de Cruz del Eje se vieron alarmados por una noticia que corría de boca en boca, anunciando que se había roto el dique de la ciudad. De inmediato, todos corrieron a la loma a ponerse a resguardo del peligro. Pasaron las horas y el agua no llegó, luego se dijo que había sido una falsa alarma, producto de unos bromistas que, aprovechando la predicción, quisieron arruinar la fiesta de un casamiento porque no habían sido invitados.

## Sitios de Interés Histórico
Estancia Jesuítica La Candelaria:
Localizada 73 km al sur de la ciudad, en la región serrana del departamento, fue declarada Monumento Histórico Nacional en 1941 y Patrimonio Cultural de la Humanidad por la UNESCO en el año 2000.
Es una de las cinco Estancias Jesuíticas de la provincia. Ubicada entre las Sierras Chicas y Grandes.
Sus origen se remonta a comienzos del siglo XVII. Constituyó el mejor ejemplo de un establecimiento rural serrano, productor de ganadería extensiva. Representa el casco principal de una estancia del periodo jesuítico con su capilla, residencia, ranchería, corrales y sistema hidráulico. Además, se puede apreciar un valioso conjunto de imágenes antiguas, objetos de culto y ornamentos que complementan el legado jesuítico para la región y la provincia.
Estancia Siquiman:

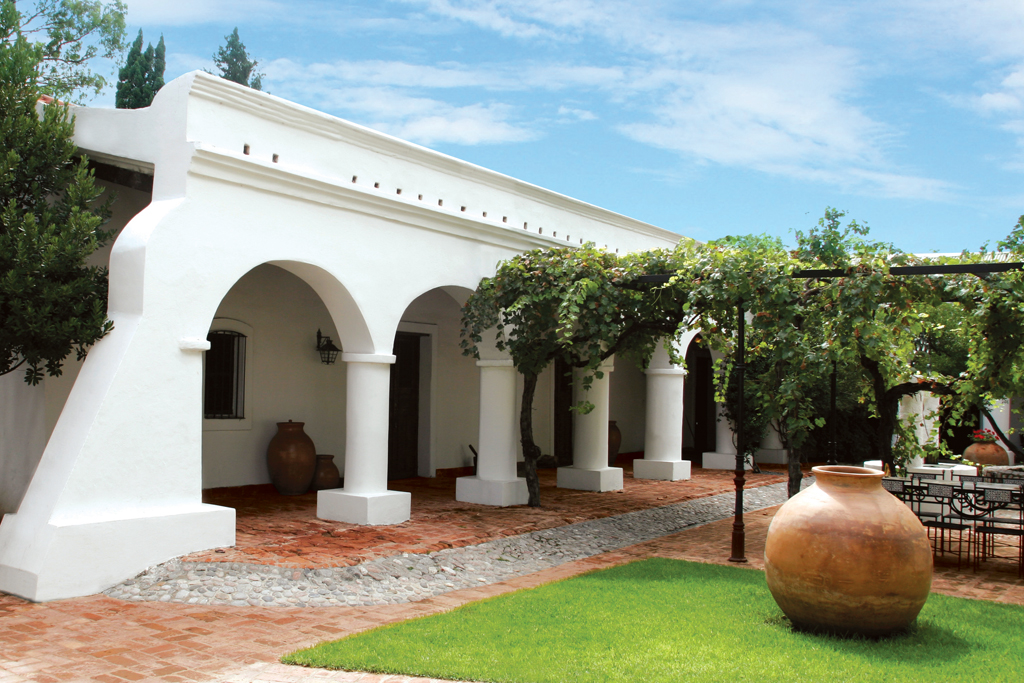
Estancia Siguiman

Ubicada en el viejo camino a Quilpo. Auténtica joya arquitectónica de arte colonial, enraizada en los mismos orígenes de Cruz del Eje, conjuntamente con San Marcos, fue la estancia más grande y próspera de la zona. Su origen se remonta al año 1675 cuando don Luis Abreu Albornoz obtuvo estas tierras del Gobernador del Tucumán don Francisco Negrete. A la muerte de Don Abreu, su hija y esposo venden las tierras a su yerno, el español Pedro Ladrón de Guevara, que fue el auténtico iniciador de su admirable explotación agropecuaria. En sus 25 km², se cultivaban productos de huerta, maíz, trigo, etc Contaba también con viñedos, dos bodegas y un molino que elaboraba harina. A un costado de la edificación existe un viejo tronco de quebracho con un nicho grabado conteniendo la imagen de la virgen. En 1896 se construyó una pequeña capilla, y desde entonces es muy visitada por los devotos. Sus actuales propietarios han remodelado muy bien el casco de la Estancia, conservando magníficamente su estilo original.
Iglesia Parroquial Nuestra Señora del Carmen:

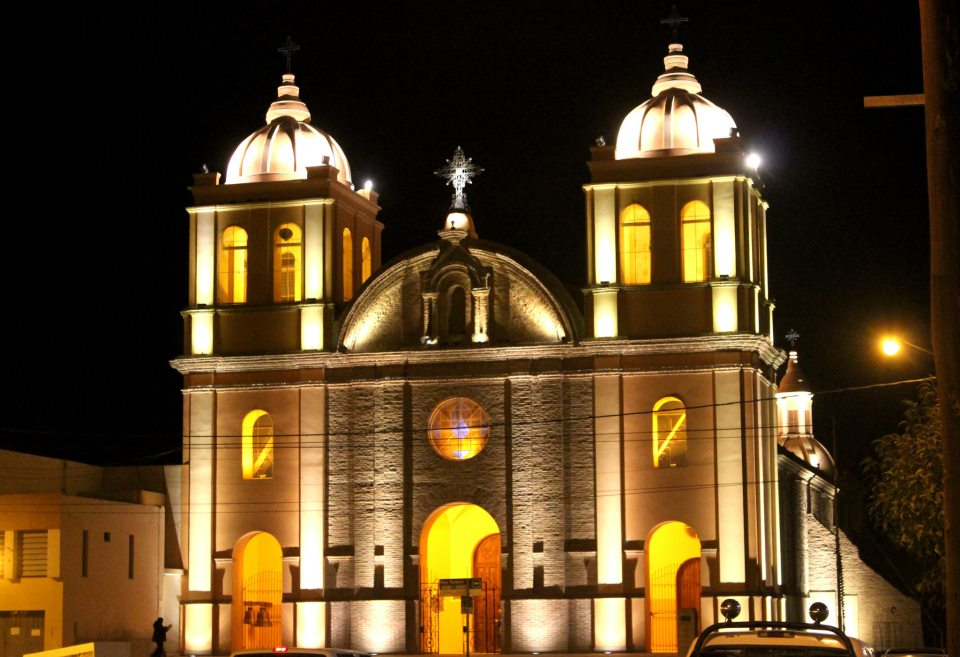

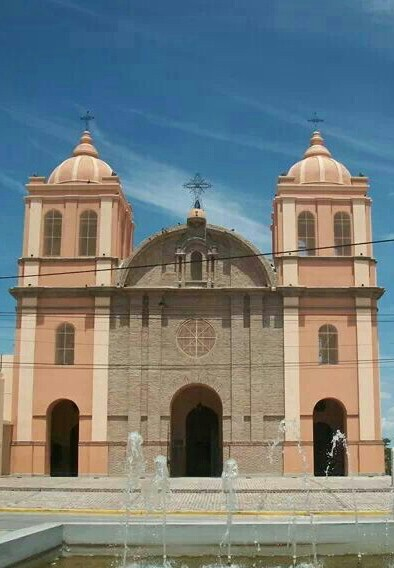
Catedral Nuestra Sra del Carmen

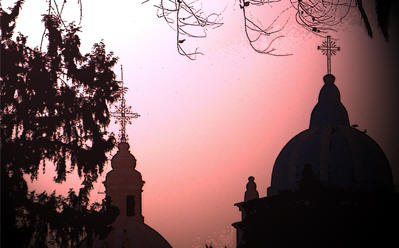
Cúpula de la Catedral al atardecer

El actual templo se empezó a construir en el año 1889, terminándose en el año 1902 bajo la dirección técnica del constructor don Carlos Tarter. El templo se encuadra, según especialistas en la materia, en el estilo "romántico", con reminiscencias "barrocas" y "renacentistas". Catedral de la ciudad desde el 25 de julio de 2010.
La planta de la iglesia es de tipo basilical con influencia románica, de tres naves, inscriptas en un rectángulo del que solo sobresale el ábside del testero. Al estar retirada de la línea municipal, genera un atrio desde el cual se accede al pórtico. Tres vanos, el central mayor a los laterales, terminados en arco de medio punto, anticipan la conformación de la planta y permiten el ingreso a este pórtico que está cubierto por bóvedas de arista. La nave central, ritmada en cinco tramos con gruesas columnas, que tienen aplicadas una doble pilastra con basa y capitel, está cubierta con bóveda de cañón cuya generatriz son arcos de medio punto y culmina sobre el ábside en una bóveda de cuarto de esfera.
En el centro de los espacios entre columnas y en el inicio de la bóveda se ubican las ventanas que por su posición en plano vertical, generan lunetos profundos en torno a ellas y entre los arcos fajones. Las diez ventanas, de buen tamaño, inundan de luz natural el sagrado recinto. La imposta, de amplias proporciones, acentúa la perspectiva haciendo de buena base de toda la bóveda. Sobre el presbiterio se ubica la cúpula semiesférica con cimborrio perforado con aventanamientos, que suman una dorada luz al espacio religioso interior.
En el inicio de la nave central, sobre el pórtico, se encuentra el coro alto con una gran ventana circular con vidrios multicolores. Se accede a él, por una angosta escalera, ubicada en el costado de la nave del lado de la epístola.
Las naves laterales, más bajas que la central culminan en sus cabeceras con sendos altares realzados por cupulines con linterna. En el exterior, sobre estas naves, gruesos contrafuertes absorben los empujes de la bóveda central. También están presentes en planta baja, en la fachada lateral norte. A continuación de la nave de la epístola está la sacristía mientras que otras dependencias parroquiales están detrás de la nave del evangelio.
En julio de 2010 en razón de las tareas de mantenimiento, se retiró todo el revoque de los cielorrasos que se encontraban deteriorados por el ingreso de humedad desde la cubierta. Oportunidad única de visualizar el aparejo de ladrillos utilizado para la construcción de las distintas bóvedas.
La fachada es de lenguaje renacentista, con influencia del academicismo de fines del siglo XIX. Tres vanos de ingreso, con rejas y arco de medio punto, que corresponden a cada nave, enmarcadas por seis columnas de fuste plano planas con capitel dórico. Sobre ellas la gran ventana coral circular, flanqueada por dos aberturas con arco de medio punto que corresponden a las torres. Entablamento, frontis curvo y basamento para la cruz central de hierro forjado.
Sobre la cornisa asientan las dos torres campanario que contienen dos aberturas en cada cara. Rematan en capulines semi esféricos sobre los cuales se asienta la cruz de hierro, al igual que lo que acontece en la cúpula central y los capulines laterales.
Antigua imprenta de don Pedernera - Periódico "La Idea":

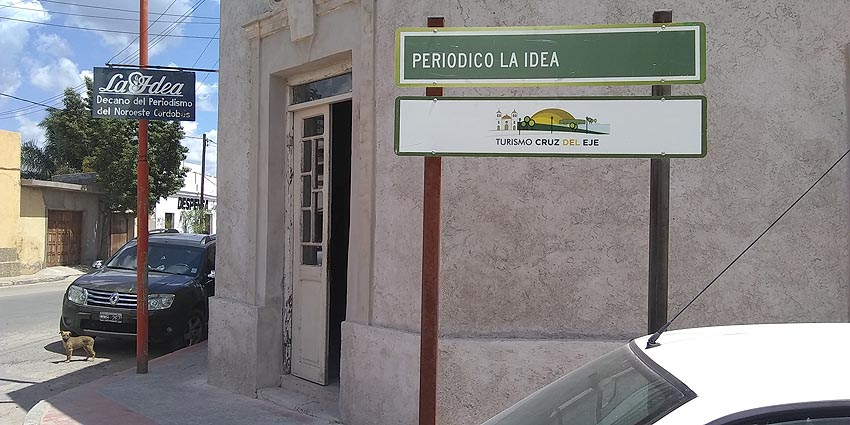
Periódico La idea, ubicado en Mitre y San Martín; un icono histórico de la ciudad

La primera imprenta de Cruz del Eje data del año 1877 instalada en la Estancia "Siquiman", desapareciendo a los pocos años. En el año 1908 don Nicolás Pedernera, auténtico pionero del periodismo local, inaugura la suya, la más antigua de las existentes, ubicada hoy en la calle San Martín N.º 844, y bajo la dirección de su hijo, don Temístocles (de 1957 a 2004). Además de trabajos de impresión, también se edita el quincenario diario "La Idea", fundado por don Nicolás en el año 1923, el primer órgano periodístico existente en Cruz del Eje.
Vieja Casona de don Félix A. Cáceres:

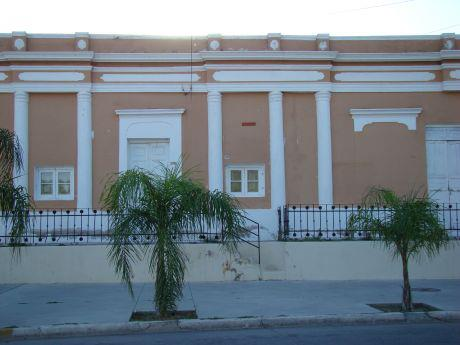
Casa del Intendente de Cruz del Eje

Ubicada en veredas sobreelevadas contiguas a la Casa Parroquial, en la Plaza 25 de Mayo. Vetusta construcción que aún puede observarse en relativo buen estado, era la sede comercial de un importante almacén de "Ramos Generales", de los más prestigiosos de la época (fines del siglo XIX) cuya dirección y responsabilidad transfirió a sus hijos cuando don Félix asumió la intendencia de Cruz del Eje, en el año 1890.
Casa de la familia Beuck:
Conjuntamente con la anterior, ambas sobre el mismo camino al Dique, conforman un hermoso par de mansiones de parecido estilo, las únicas que van permaneciendo de las muchas construidas a fines del siglo XIX. Levantada por don Augusto Beuck, de origen alemán, llegando al país acompañado de su gran amigo don Hernnan Gassmann. Fino ebanista, en su casa instaló un taller de carpintería, y en los fondos, una granja.
Estancia "Mogrovejo"- Don Aurelio Crespo:
Se accede al hermoso y vetusto casco de esta vieja estancia cruzando el vado sobre el río Cruz del Eje, a la altura del balneario "La Cartuja". A corta distancia aparece, imponente, esta verdadera joya arquitectónica. De las 10.000 ha en su origen, con los años se fueron fraccionando, y actualmente, rodeando al casco, se extienden muchísimas hectáreas, propiedad de Faiwel S.A., dedicadas a cultivos y hacienda. En una densa arboleda, destacándose dos añosos y altos aguaribayes, emerge esta hermosa construcción. En su frente, estilo colonial, una amplia y espaciosa galería coronada con siete columnas, ofreciendo al conjunto una admirable prestancia. Remodelada últimamente, mantiene su puro estilo original.
Mansión de la Familia Gassmann:

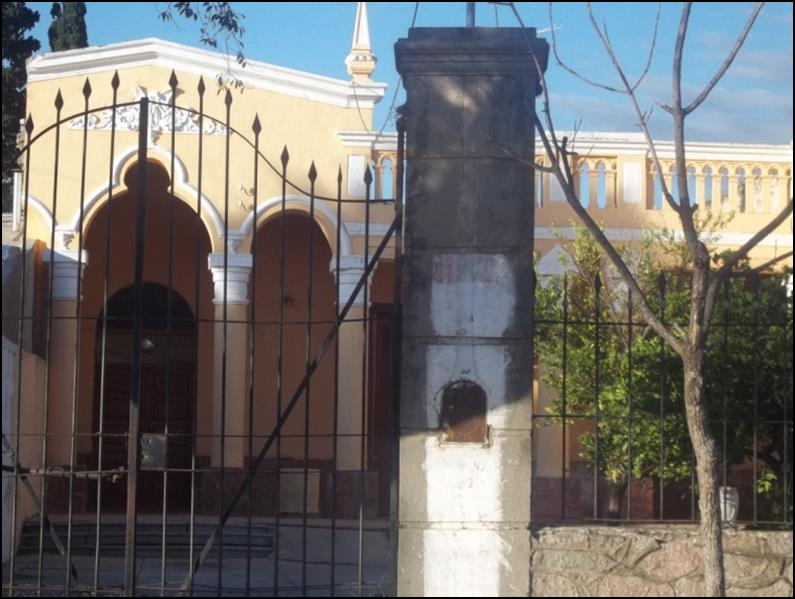
Casona histórica de Gassmann

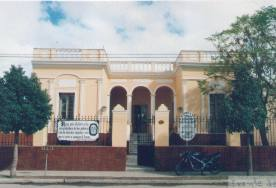
Mansión de Marechal

Ubicada en la calle Sarmiento, cercana a la ruta nacional N.º 38. Construida por el Dr. Hernnan Gasmann a fines del siglo pasado, su hermoso frente es la réplica del castillo de su señor padre, en el reino de Sajonia. De magnificencia sin par en Cruz del Eje; sus amplios pasillos, salones, habitaciones y patios, decorados y embellecidos con un exquisito y valioso moblaje, adornados con fina platería, cerámica, cristalería y un sinfín de obras de arte traídas de Alemania, convirtieron a esta excepcional mansión, en punto de referencia y toque de distinción para la "elite" cruzdelejeña. El Dr. Gasmann, alemán de origen, casado con una distinguida dama cruzdelejeña, Srta. Deidemia Salomé Brión Torres, fue el primer médico que ejerció en la zona, levantando también la primera farmacia, que atendía su señora. Actualmente, la contemplamos en el más lamentable estado de conservación.
Bodega del Sr. Alfonso Turella:
Nacido en Cello, cerca de Trento, para entonces parte del Imperio de Austria Hungría. Llegó a la Argentina en la década del 70' del siglo XIX, se afinca en Cruz del Eje a fines del siglo. Para principios del siglo XX, posee grandes extensiones de tierra, en las cuales plantó viñedos y en la calle Alem, cerca de la estación Toco Toco, levantó la más moderna bodega de la zona, dotándola con implementos y maquinaria de avanzada para la época. Además, al llegar el ferrocarril, creó un aserradero a vapor donde se hacían trabajos para el ferrocarril. Para contar con la madera necesaria, adquirió y mejore dos campos en el camino a Dean Funes. Edificó numerosas viviendas para renta, para lo cual también construyó un horno de cal. Acumuló una gran fortuna, pero la crisis del 1930, con el ingreso al país de importaciones de vinos europeos a precio subsidiado, lo llevó a una bancarrota de la Bodega Turella. Sin embargo, siguió produciendo vinos para misa en una bodega menor denominada Adelita. En sus últimos años padeció varios derrames cerebrales hasta finalmente morir a mediados de 1938. Hoy puede observarse con verdadera nostalgia de un pasado inolvidable, las ruinas de la importante edificación, que indudablemente aportan una nota de tristeza en ese sector de la calle Alem, cercano a la calle Vélez Sarfield. Se pueden ver fotos de la época en Google Maps.
Casa de la Familia Velárdez:

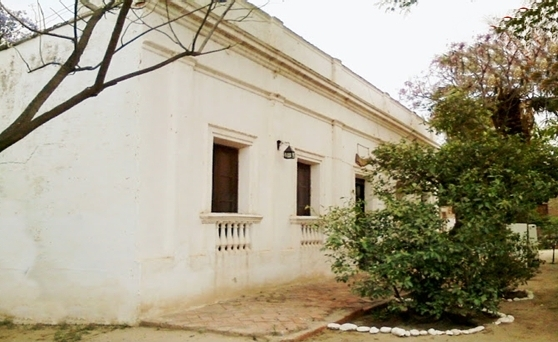
Casa Histórica Familia Velardez

Antigua casa "quinta" donde vivía Antonio Velárdez (nacido en la Rioja, Chilecito), casado con la santafesina Jorgelina Dorotea Duarte. En el Cruz del Eje de antaño este señor ofreció su casa una década para que allí de inicio y funcione la Escuela Joaquín Víctor González en el año 1939. Ubicada en la calle Colón, entre las calles Benito Bracamonte y Saqui Asís, cercana al gran eucalipto en Barrio La Toma, posee una gran puerta antigua, sawan que divide a la galería con un gran arco de piedra granito en el cual hay una gran planta de jazmín a lo largo de la misma colocada hace muchos años, una extensa quinta de casi 400 m y un poso bomba, actualmente viven allí sus hijos y nietos.
Casa de la familia Herrera:
Vieja casona solariega de esta familia de origen catamarqueño, fue construida por el Sr. Pacífico Herrera, tío del famoso poeta Ataliva Herrera, casado con la dama cruzdelejeña Srta. Teofila Castro. Valiosa joya arquitectónica, amplia, elegante, de un fino y delicioso estilo colonial y un hermoso frontispicio sobre la ruta asfaltada al Dique. Muy bien conservada y restaurada, agregándosele algunos detalles modernos, sin perder su original toque, hoy propiedad del Dr. Claudio Daparte, que la utiliza como "casa de solaza y descanso". Construida a fines del siglo pasado, formaba parte de una gran explotación agropecuaria.
Mansión de la Familia Marechal:
Ubicada en la calle Sarmiento, cercana a la plaza 25 de Mayo, fue construida a principios del siglo XX por don Claudio Marechal, de origen francés. Actualmente, ocupada por el hogar de ancianos "San Vicente de Paul". En perfecto estado de conservación, en el Cruz del Eje de antaño fue un lugar de distinción de la sociedad lugareña, en cuyos cómodos salones solían realizarse reuniones verdaderamente deslumbrantes, amenizadas por un piano, único de la incipiente ciudad.
Casa del Águila:
Mansión donde se realizaban suntuosas fiestas para la alta sociedad de aquella época. Hoy deteriorada y fraccionada en dos partes por una rústica pared, pero aún conserva la belleza de su estilo.
Casona de la familia Armesto:
Ubicada en la amplia esquina de Pellegrini y General Paz con 2649 m², con 200 m² edificados. Construida en el año 1915 por Don Carlos María Armesto, con frente principal sobre Pellegrini, rodeada de un jardín y densa arboleda, era la residencia familiar de este auténtico "patricio cruzdelejeño". Su señor padre, del mismo nombre, llegó al país a mediados del siglo XIX, procedente de Aragón, España, llegando a ser teniente coronel del Regimiento de Guardias Nacionales y una de las personalidades más destacadas de esta zona. Se considera a la familia Armesto como la "familia fundacional" de esta ciudad, por cuanto por la década los años 1860, adquirieron una fracción de tierra que posteriormente configuraron el "centro de la ciudad". En el año 1973, por derechos sucesorios, adquiere el dominio de la casona su hijo, Dr. Jorge Raúl Armesto, diplomático de carrera, quien la utilizaba como residencia veraniega, hasta su fallecimiento en el año 1991. Actualmente posee un aspecto descuidado y relativo deterioro y abandono.
Mansión de don Juan de Dios Ortega:

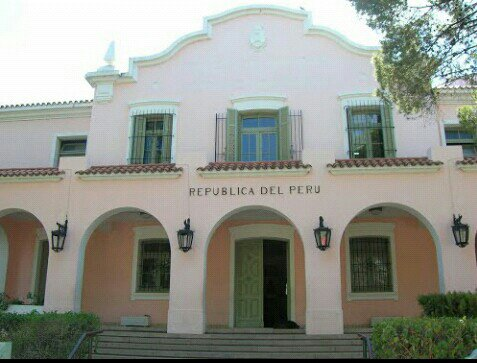
Fachada de la actual Escuela Normal

En el año 1902, don Juan de Dios Ortega, rico industrial azucarero tucumano, en el mismo lugar que hoy ocupa el cuerpo principal de la Escuela Normal "República del Perú", construyó una magnífica y amplia mansión compuesta de sótanos, planta baja y planta alta. Era la primera "Casa de Altos" de la incipiente villa. Tanta importancia tuvo esta excepcional casa, que la única calle de aquel entonces, la actual calle Sarmiento, llamada antes Camino Real, empezó a conocérsela con el nombre de "Calle de los Altos" hasta el año 1910, que fue bautizada con el nombre de "Centenario", cambiándosele definitivamente en la década de los años veinte con el actual "Sarmiento". Cuando se creó la Escuela Normal en el año 1918, el gobierno nacional alquiló esta casa, alojando en ella un sector de sus dependencias. Finalmente en el año 1941 el gobierno adquiere este amplio solar, un total de 43 hectáreas, en el año 1946 se inician las obras, y en el año 1948 se inaugura el soberbio edificio que todos admiramos.
Casa del famoso bailarín don Eugenio Orelo:
En la calle Sarmiento N.º 937, con un frente de 7 m, por 70 m de fondo. Nacido en Cruz del Eje en el año 1895, falleciendo en Mendoza a fines de la década de los setenta. Recorrió el mundo, especialmente Europa y Norteamérica, deslumbrando con sus danzas acompañado de las más famosas figuras de aquel entonces. Reinó en los más célebres escenarios, filmó películas en Hollywood, fue condecorado por el gobierno francés, frecuentó los más rancios círculos intelectuales. En uno de sus tantos retornos a la Argentina, adquirió para su madre esta casa, a cuyo nombre aún figura en los registros catastrales de Cruz del Eje, doña Carmen Herrera de Orelo. En su frente, un tanto desdibujada por la acción erosiva de los tiempos, aparece una frase muy evocativa y delicada, en idioma inglés: "My Flowers" (Mis Flores) Actualmente muy deteriorada y abandonada, la ocupan intrusos.
Casa de don Antonio Malacrida:
En la calle Sarmiento, a pocos metros de la calle Rafael Núñez, propiedad de don Antonio Malacrida, alto funcionario del ferrocarril llagado a Cruz del Eje en los primeros años del 1900. La habitaba con su señora, doña Adelaida Cáceres, hija del primer intendente de Cruz del Eje, y sus cuatro hijos. La construyó en el año 1910 don Carlos Tarter. El delicado y hermoso estilo de su frente la convertía en una de las casas más vistosas del pueblo. Su actual propietario deformó un tanto esta excepcional perspectiva adosándole en el sector sur un simple local para negocio. No obstante, aún puede apreciarse su exquisita hermosura contemplando el sector norte, con su galería y amplios arcos, vestigios que deben conservarse y mantenerse.

### Lugares Históricos que desaparecieron
- Algarrobo de San Martín y Pueyrredón: la tradición oral de viejos memoriosos recuerda que a la sombra de un viejo algarrobo ubicado en un lugar que correspondería a la actual calle "Olayón", frente al aserradero que fuera del Sr. Barrera, próximo al camino al dique, se habrían reunido los Generales San Martín y Pueyrredón. Con fragancia y sabor a leyenda, esta popular versión queda inserta para su debida investigación.
- Casa Solariega del Sr. Emilio Crespo: sobrino preferido de don Aurelio Crespo. Sobre el camino asfaltado al dique, en el solar hoy ocupado por una moderna granja, don Emilio disponía de una hermosa mansión, amplia, señorial, estilo colonial, coronando su magnífico frente con gruesas y sólidas columnas.
- Casa Natal del Dr. Rafael Núñez: Rafael Nuñez fue un ilustre y prestigioso gobernador de Córdoba entre 1919 y 1921. Construida por su señor padre, de igual nombre, que se había afincado en estos lares dedicándose a la actividad agropecuaria. Ocupaba el solar que hoy alberga una moderna carpintería.

### El Ferrocarril

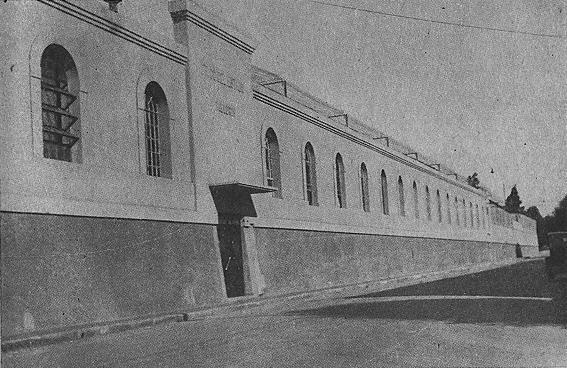
Entrada a los talleres ferroviarios en 1940

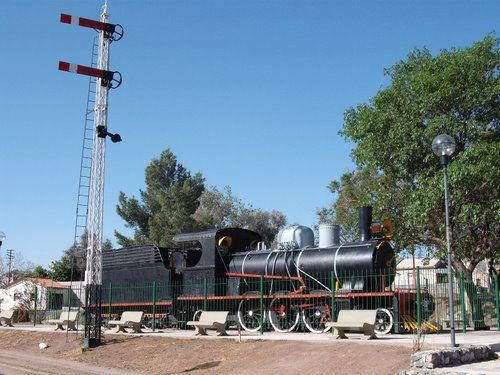
Exhibición de una antigua locomotora

Prácticamente desaparecido el ferrocarril del panorama local, este extinguido "factor de progreso" ya forma parte de la historia del pueblo. En el año 1886 empezó a construirse la línea "Deán Funes a Chumbicha", tal como se llamaba oficialmente entonces. En el año 1890 quedó oficialmente inaugurado el recorrido hasta Paso Viejo, recibiendo Cruz del Eje, alborozado, el paso triunfal del tren, iniciándose una inolvidable y nostálgica etapa de progreso social y económico. En el año 1891 se habilita el ramal que partiendo de Córdoba, atraviesa las sierras de Punilla y llegan hasta Cruz del Eje Sud, luego bautizado "Toco-Toco". Y en el año 1909 se unen las dos líneas ferroviarias. Era tal la importancia que había adquirido este sector sud con la llegada de la línea férrea, que muy cercana a la estación apareció el primer hotel moderno de esta ciudad, "Hotel Larcher" regenteado por esta tradicional familia. Cuando se produjo la señalada unión de las dos líneas, el sector norte opacó al sud, y este establecimiento desapareció. Pero aún puede observarse el viejo edificio en buen estado de conservación. Los famosos talleres, de los más importantes, entonces del país, fueron construidos en el año 1890 (anteriormente funcionaban en Tuclame) a lo largo de la calle Comercio, actualmente San Martín. Estos talleres se hicieron para la reparación de locomotoras y coches. En 1946 comienzan a construirse en el barrio de la Banda Poniente hoy Barrio Pte. Juan Domingo Perón en terrenos donados por la familia Armesto. Estos talleres poseían también una moderna Usina Eléctrica de 1275Kw de potencia. Poco duró esta iniciativa y finalmente se paralizó la obra, solo se terminó la Usina. En 1962 se intentó privatizar el predio pero a causa de una huelga ferroviaria que duró 45 días la gestión fracasó. Los talleres ferroviarios fueron clausurados definitivamente en 1977 y demolidos posteriormente a fines de la década del ochenta al final de la presidencia de Raúl Alfonsín.
Durante la década de 1970 todavía era un importante nudo ferroviario con grandes talleres hasta que el servicio de ferrocarril de Córdoba-Cruz del Eje fue cerrado. El recorrido, desde la década de 1990 bajo el nombre de Tren de las Sierras está siendo renovada (el servicio es rehabilitado por etapas, a medida que se reparen las vías y se incorpore nuevo material rodante comprado recientemente en Portugal).

## Geografía

### Población
Cuenta con 34 616 habitantes (Indec, 2022), lo que representa un incremento del 11,4% frente a los 30 680 habitantes (Indec, 2010) del censo anterior.
| Gráfica de evolución demográfica de Cruz del Eje entre 1772 y 2022 |
|                                                                    |
| Fuente: censos nacionales del INDEC                                |

### Clima[citarequerida]

#### Temperaturas
Es en general templado y subtropical. La temperatura media anual oscila entre los 18° y 25 °C, registrándose temperaturas que sobrepasan los 42° en los meses de enero y febrero. Enero es el mes más cálido, con temperaturas máximas medias de 35 y una máxima de 42 °C. Los inviernos normalmente no son rigurosos, con pocos días de heladas, siendo julio el mes más frío con una mínima de 0 °C.

#### Vientos
Son cálidos si corren del norte y frescos los del sur y aún más si proceden del SO. Los meses de mayores vientos son septiembre, octubre, abril y agosto y los de menor viento marzo, junio y julio. La velocidad de los mismos no supera los 25 km por hora.

#### Lluvias
El verano es la temporada de lluvias, registrándose las mayores precipitaciones. Las primeras lluvias se producen entre septiembre - octubre, generalmente débiles, y se intensifican en verano con mayor actividad eléctrica hasta principios de otoño dónde da comienzo a la temporada de sequía. Cuenta con una precipitación anual promedio total de 523 mm y con una humedad relativa del 62 % promedio. 

#### Nubosidad
En Cruz del Eje los coeficientes de nubosidad son bajos, con un promedio anual de 36 % de cielos cubiertos.
| Parámetros climáticos promedio de Cruz del Eje. Datos del período de referencia 1961-1990 obtenidos de la Fuerza Aérea Argentina, Comando Regiones Aéreas, Servicio Meteorológico Nacional. | Parámetros climáticos promedio de Cruz del Eje. Datos del período de referencia 1961-1990 obtenidos de la Fuerza Aérea Argentina, Comando Regiones Aéreas, Servicio Meteorológico Nacional. | Parámetros climáticos promedio de Cruz del Eje. Datos del período de referencia 1961-1990 obtenidos de la Fuerza Aérea Argentina, Comando Regiones Aéreas, Servicio Meteorológico Nacional. | Parámetros climáticos promedio de Cruz del Eje. Datos del período de referencia 1961-1990 obtenidos de la Fuerza Aérea Argentina, Comando Regiones Aéreas, Servicio Meteorológico Nacional. | Parámetros climáticos promedio de Cruz del Eje. Datos del período de referencia 1961-1990 obtenidos de la Fuerza Aérea Argentina, Comando Regiones Aéreas, Servicio Meteorológico Nacional. | Parámetros climáticos promedio de Cruz del Eje. Datos del período de referencia 1961-1990 obtenidos de la Fuerza Aérea Argentina, Comando Regiones Aéreas, Servicio Meteorológico Nacional. | Parámetros climáticos promedio de Cruz del Eje. Datos del período de referencia 1961-1990 obtenidos de la Fuerza Aérea Argentina, Comando Regiones Aéreas, Servicio Meteorológico Nacional. | Parámetros climáticos promedio de Cruz del Eje. Datos del período de referencia 1961-1990 obtenidos de la Fuerza Aérea Argentina, Comando Regiones Aéreas, Servicio Meteorológico Nacional. | Parámetros climáticos promedio de Cruz del Eje. Datos del período de referencia 1961-1990 obtenidos de la Fuerza Aérea Argentina, Comando Regiones Aéreas, Servicio Meteorológico Nacional. | Parámetros climáticos promedio de Cruz del Eje. Datos del período de referencia 1961-1990 obtenidos de la Fuerza Aérea Argentina, Comando Regiones Aéreas, Servicio Meteorológico Nacional. | Parámetros climáticos promedio de Cruz del Eje. Datos del período de referencia 1961-1990 obtenidos de la Fuerza Aérea Argentina, Comando Regiones Aéreas, Servicio Meteorológico Nacional. | Parámetros climáticos promedio de Cruz del Eje. Datos del período de referencia 1961-1990 obtenidos de la Fuerza Aérea Argentina, Comando Regiones Aéreas, Servicio Meteorológico Nacional. | Parámetros climáticos promedio de Cruz del Eje. Datos del período de referencia 1961-1990 obtenidos de la Fuerza Aérea Argentina, Comando Regiones Aéreas, Servicio Meteorológico Nacional. | Parámetros climáticos promedio de Cruz del Eje. Datos del período de referencia 1961-1990 obtenidos de la Fuerza Aérea Argentina, Comando Regiones Aéreas, Servicio Meteorológico Nacional. |
| Mes | Ene. | Feb. | Mar. | Abr. | May. | Jun. | Jul. | Ago. | Sep. | Oct. | Nov. | Dic. | Anual |
| --- | --- | --- | --- | --- | --- | --- | --- | --- | --- | --- | --- | --- | --- |
| Temp. máx. media (°C) | 42.1 | 36.1 | 27.6 | 24.9 | 22.0 | 18.5 | 18.6 | 21.0 | 23.3 | 26.1 | 28.4 | 30.3 | 25.2 |
| Temp. mín. media (°C) | 18.1 | 17.4 | 15.6 | 12.3 | 9.3 | 8.7 | 7.3 | 7.9 | 9.1 | 12.6 | 15.2 | 17.3 | 18.1 |
| Precipitación total (mm) | 121.7 | 99.8 | 110.3 | 52.2 | 18.9 | 11.4 | 12.8 | 9.7 | 33.8 | 66.4 | 96.6 | 136.9 | 523.8 |
| [cita requerida] | | | | | | | | | | | | | |

### Flora y fauna
El entorno se encontraba naturalmente poblado por densos "montes" (bosques) de algarrobo, tala, mistol y chañar con sotobosque de piquillín y tuna, vegetación semi xerófila que se interrumpía por la presencia de sauces criollos a orillas del río también llamado Cruz del Eje.

En cuanto a la fauna la región se caracteriza por la presencia de animales silvestres como liebres, vizcachas y conejos del cerco. Quedan algunos ejemplares de rumiantes como corzuelas pardas y guanacos. Entre los porcinos silvestres se pueden mencionar el "chancho del monte" (o pecarí) que vive en las regiones boscosas del departamento.

Se encuentran pumas, y otros mamíferos de fauna menor como zorros, zorrinos, nutrias, comadrejas,conejos de los palos, cuises, etc.

### Hidrografía

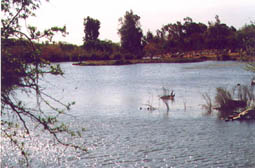
Río Cruz del Eje, cerca del dique.

El centro urbano de la ciudad está atravesado por el Río Cruz del Eje y un canal que abastece de agua a las plantaciones de los campos al norte. Tanto el río como el canal nacen en el Embalse Cruz del Eje, al sur de la ciudad.

### Sismicidad
La región posee sismicidad media; y sus últimas expresiones se produjeron:
- 22 de septiembre de 1908 (116 años), a las 17.00 UTC-3, con 6,5 Richter, escala de Mercalli VII; ubicación 30°30′0″S 64°30′0″O / -30.50000, -64.50000; profundidad: 100 km; produjo daños en Deán Funes, Cruz del Eje y Villa de Soto, provincia de Córdoba, y en el sur de las provincias de Santiago del Estero, La Rioja y Catamarca.

- 16 de enero de 1947 (78 años), a las 2.37 UTC-3, con una magnitud aproximadamente de 5,5 en la escala de Richter (terremoto de Córdoba de 1947)[2]
- 28 de marzo de 1955 (70 años), a las 6.20 UTC-3 con 6,9 Richter: además de la gravedad física del fenómeno se unió el desconocimiento absoluto de la población a estos eventos recurrentes (terremoto de Villa Giardino de 1955)
- 7 de septiembre de 2004 (20 años), a las 8.53 UTC-3 con 4,1 Richter
- 25 de diciembre de 2009 (15 años), a las 21.42 UTC-3 con 4,0 Richter

| Noroeste: Las Playas    |  | Nordeste: Huascha           |
| Oeste: Tabaquillo       |  | Este: Los Sauces            |
| Suroeste: Villa de Soto |  | Sureste: San Marcos Sierras |

## Turismo

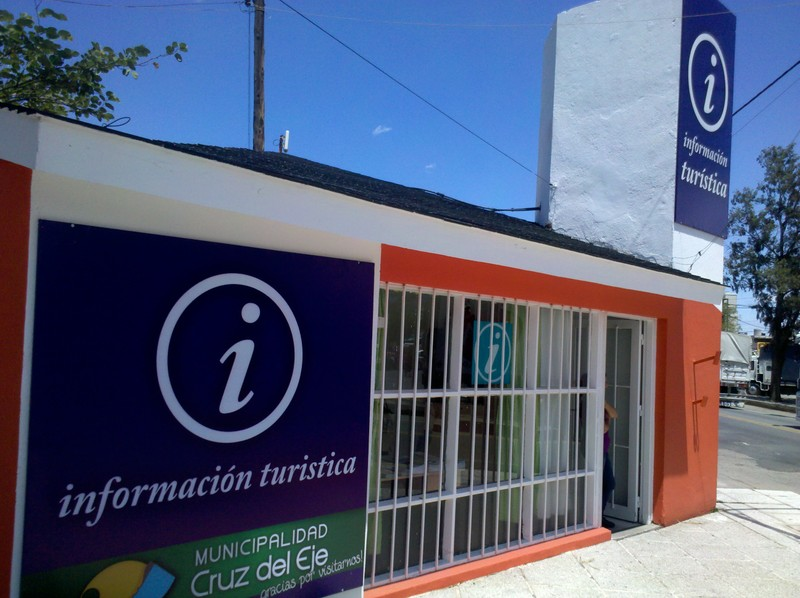
Oficina de Turismo

Hoy la ciudad crece en construcciones y remodelaciones de espacios verdes, transformando los sitios baldíos en plazas y edificaciones de última generación promoviendo al turismo pero sin perder la historia de su gente y de su zona.
La ciudad invita a disfrutar de los templados días mediterráneos y a practicar diversas actividades. Aledaña a la ruta nacional 38 hay una oficina del Área de Turismo municipal, donde se puede recabar información y ayuda para encontrar alojamiento así como también saber que visitar dentro y fuera de la ciudad.

Dejo atrás los cerros escarpados de San Marcos Sierras. El paisaje adopta tintes cenicientos; ocres salpicados de tonos suaves en los que la luz natural aviva los contrastes. Son las últimas estribaciones de las Sierras Grandes. En Cruz del Eje, los tunales improvisan formas primitivas del encanto y el tiempo es sometido a un hechizo efímero que lo torna lento y minucioso. 
El hombre ha penetrado ese paisaje olivareño y sus fundamentos de acción han dejado, como testimonio de una edad fructuosa, el recorrido de los trenes y la imponente presencia de ese murallón de tres kilómetros que se levanta, inalterable y perfecto, rodeado de verde, sobre la roca granítica. El Dique de Cruz del Eje, más que un espejo de agua. Casi un templo.
Jairo

### Dique de Cruz del Eje

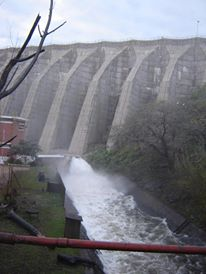
Embalse de Cruz del Eje

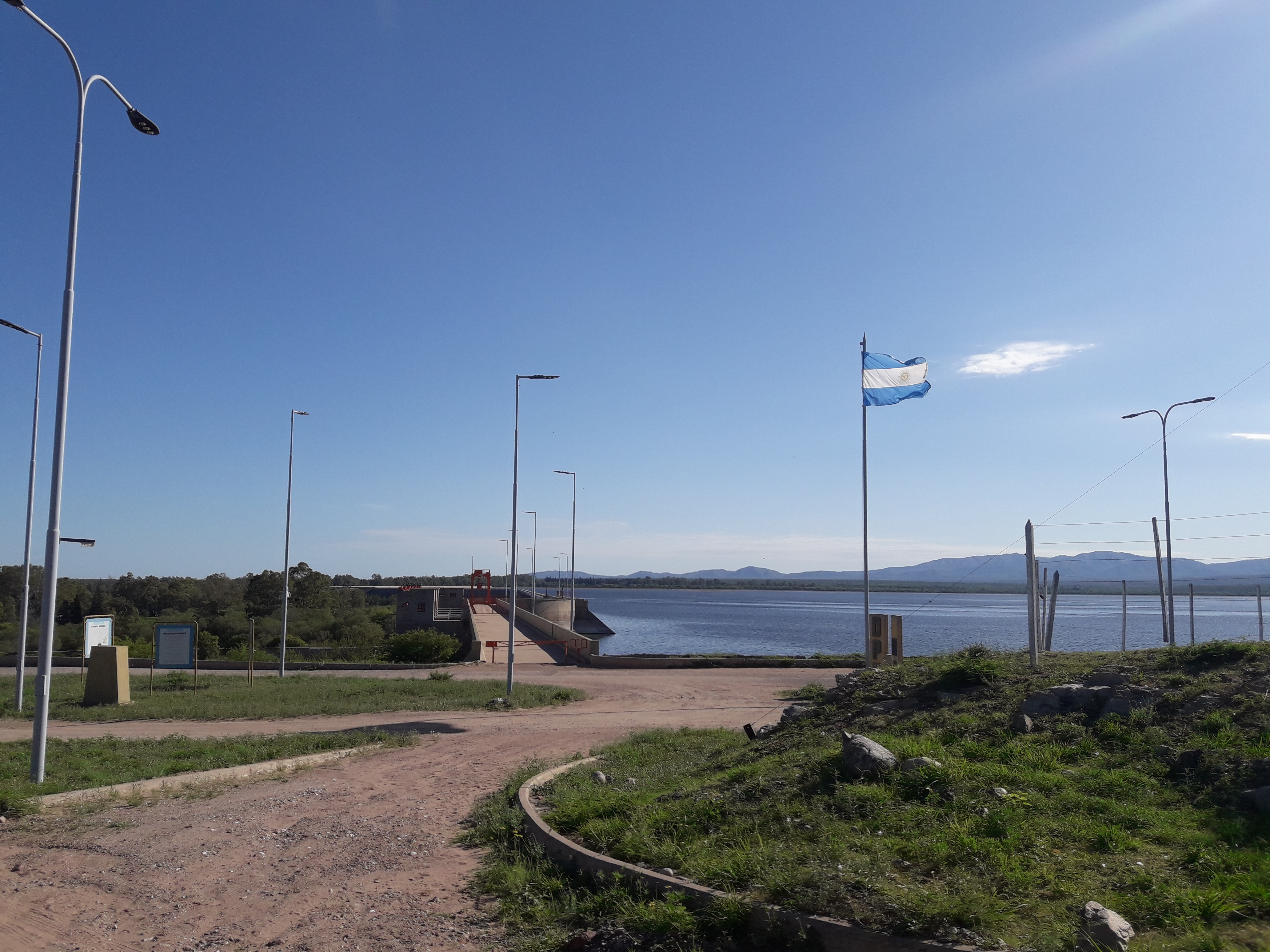
Embalse de Cruz del Eje. Zona de compuertas y vertedero. Flamea la bandera Argentina

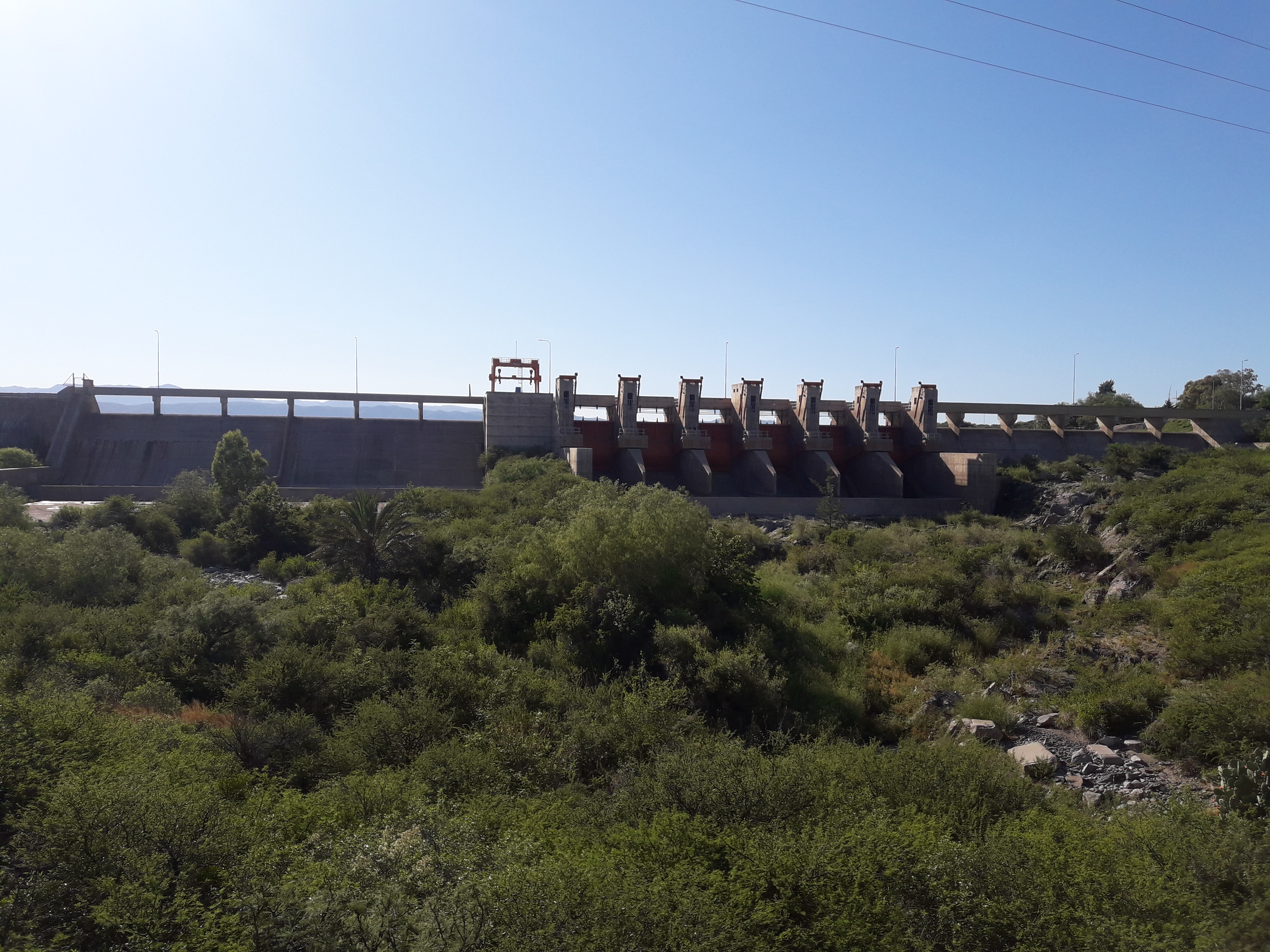
Dique de Cruz del Eje. Zona de compuertas y vertedero

Sobre el río, 7 km aguas arriba de la ciudad, en 1943 se construyó la importante presa hidroeléctrica denominada "Dique Cruz del Eje", también conocido Dique Arturo Illia, o simplemente Embalse Cruz del Eje. Su espejo de agua suma un atractivo turístico merced a que da la posibilidad de practicar deportes náuticos y pesca (truchas, pejerreyes).
Se destaca en este dique su paredón extraordinario por su perfección arquitectónica, mide 860 m de largo y por su tipo ocupa el tercer lugar en el mundo.
Los trabajos comenzaron en el año 1940 y culminaron en el año 1944. El dique se emplaza en la afluencia de los ríos San Marcos, Quilpo y Candelaria. No está asentado sobre fallas geológicas, posee dique de tierra y dique artificial, sistema de compuertas y vertederos. Longitud de coronamiento: 3080 m, embalsa 125 000 000 m³, en 1327 ha, da riego a 2000 ha, y su usina da energía por valor de 11 millones de kW/ h anual. El propósito de la obra fue abastecer de agua potable, riego, generación de energía y atenuar la crecida de los ríos.
Su imponente paisaje deslumbra al visitante e invita a disfrutar de momentos de tranquilidad y profundo contacto con la naturaleza
- Actividades Náuticas
- Pesca
- Trekking
- Cabalgatas
- Campamentismo
- Cicloturismo
- Paseo en Botes
- Avistaje de Aves
- Disfrutar y contemplar la naturaleza a pleno

Estas actividades, y muchas otras más, pueden realizarse en los múltiples espacios públicos, así como también en los diversos clubes que rodean al embalse:
- Yaco Huasi
- Club Ferroviario
- Club Hidráulica
- Club San Jerónimo
- Club Huerta Grande
- Club Capilla del Monte

También es posible disfrutar de los ríos que son sus afluentes y que ofrecen maravillosos entornos naturales para disfrutar en familia
- Río Quilpo
- Río Candelaria
- Río San Marcos

Así como también del Río Cruz del Eje, que se origina en el Embalse de Cruz del Eje.
El Murallón es parada obligada de todos los visitantes, bien sea para observar su imponencia, para interiorizarse de detalles técnicos, para realizar una breve caminata, disfrutando de las sierras de fondo, o bien para utilizarlo para la pesca.

### Río Cruz del Eje

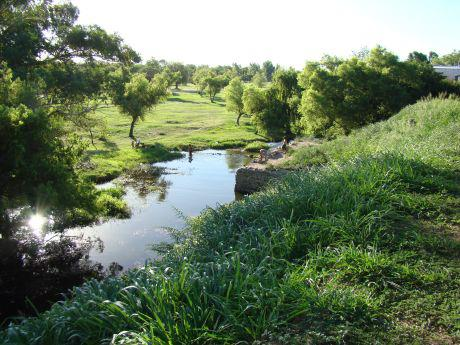

El Río Cruz del Eje es el alma y corazón de la ciudad. A lo largo del recorrido, la ciudad se erige en sus márgenes, constituyendo la gran mayoría de su trazado urbano.
Tiene su origen en el Dique de Cruz del Eje y luego de un amplio recorrido se pierde por infiltración en las cercanías de las Salinas Grandes. Se halla formado por numerosos afluentes, entre los que se destacan el Río Candelaria, que se une al gran arroyo de Las Lechuzas; el segundo afluente es el río Ávalos que después cambia su nombre a San Gregorio que a su vez se une al tercer afluente que es el Río Pinto, finalmente desde el Valle de Punilla el cuarto afluente el río San Marcos. en conjunto estos tributarios recorren una longitud superior a los 400 km.
El cauce del río se extiende por más de 60 km a través de la cuenca hasta perderse en los fértiles tierras que durante milenios han formado su delta. El caudal medio del Río Cruz del Eje, se calcula en 5 m³/s, lo cual prueba la notable capacidad hídrica que asegura la alimentación del embalse.
Luego de atravesar la ciudad, el Río Cruz del Eje continúa su recorrido atravesando hermosas localidades y parajes como Las Playas, El Brete o Media Naranja. Son lugares ideales para el turismo rural.
En las márgenes del río Cruz del Eje se presentan espacios públicos y privados que ofrecen actividades recreativas, deportivas, etc:
- Balneario Municipal "La Cartuja": se encuentra en los márgenes del río, sobre la Av. Arturo Illia. Cuenta con un gran sector destinado a camping. Está dotado de agua potable, energía eléctrica, asadores, vestuarios, sanitarios, etc.Vista del balneario

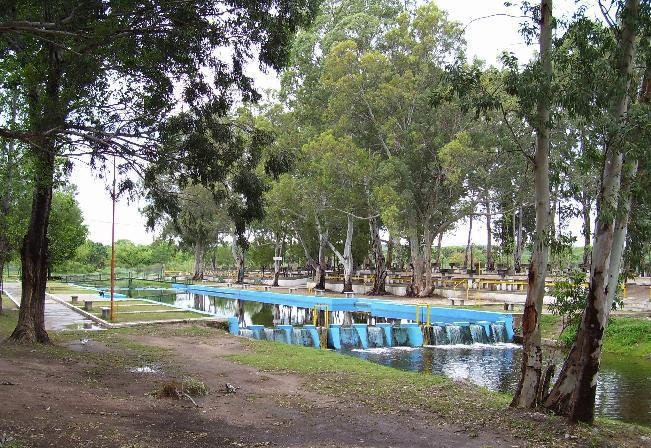
Vista del balneario

- Paseo La Isla: bello espacio recreativo sobre el río Cruz del Eje, con amplia arboleda.
- Isla de los Patos: ubicada en la margen derecha del río Cruz del Eje, antes de arribar al Murallón y al Dique. Cuenta con juegos infantiles y espacios recreativos.
- Jockey Club
- Club del Banco Provincia
- Club del Banco Nación
- Club de Hidráulica
- Complejo Las Moras

### Paseos Públicos y Plazas
La Ciudad de Cruz del Eje se ha visto embellecida la refuncionalización de espacios públicos tradicionales, así como también la inauguración de nuevos espacios.
- Plaza 25 de Mayo: plaza tradicional del sur de la ciudad, inaugurada con el nombre de 9 de julio, posteriormente rebautizada con el nombre de 25 de mayo, es la más antigua y en ella hay especies arbóreas como palmeras, lapachos, pinos, etc. Alrededor se ubica el Centro Cívico de la ciudad, compuesto por la Iglesia Catedral, el Edificio Municipal, el Edificio de la Policía, el cine, y la Casa natal del primer intendente, Félix Cáceres. El 12 de octubre de 2012, se inauguró en la plaza un monumento al Dr. Arturo Illia, en el marco de las celebraciones por los 50 años desde su asunción a la Presidencia de la Nación. Vista de la Catedral desde la plaza

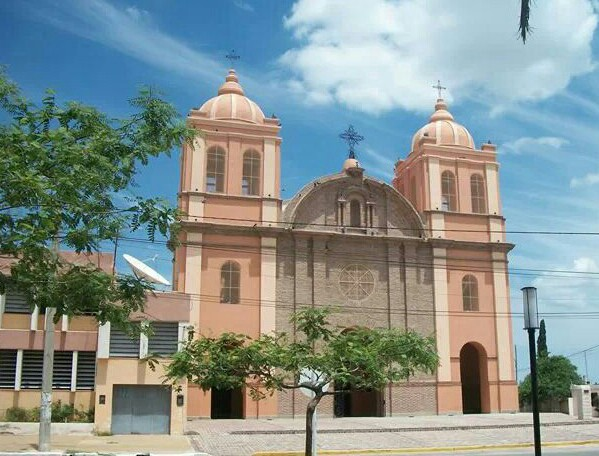
Vista de la Catedral desde la plaza

- Plaza Armesto: plaza del centro de la ciudad, frente a la cual se ubica el edificio del Obispado y la Iglesia

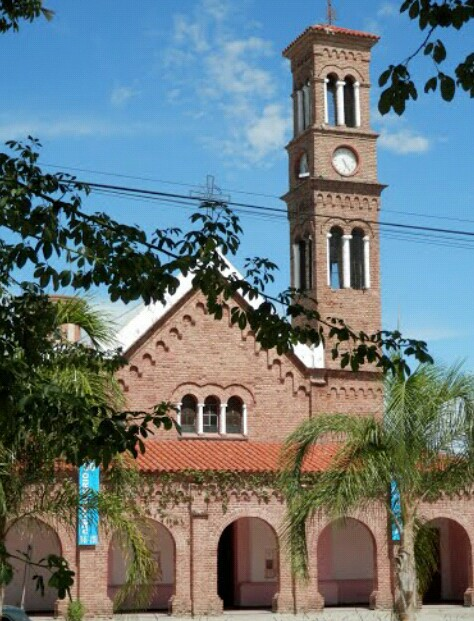
Iglesia Nuestra Señora del Valle

- Plaza del Bicentenario, Plazoleta del Niño y Plaza de la Salud: espacio público ubicado frente a la terminal de buses, con juegos para niños y maquinarias especiales para realizar ejercicios.
- Plazoleta San Martín: ubicada en el corazón comercial de la ciudad. En ella se destaca una máquina ferroviaria restaurada.
- Costanera: entre Ruta Nacional 38 y el nuevo edificio de tribunales, la costanera del río Cruz del Eje presenta un espacio utilizado por los ciudadanos para actividades recreativas.
- Puente Colgante: tradicional puente peatonal de color rojo, sobre el río Cruz del Eje. La estructura es de hierro y cable de acero. Lugar ideal para la realización de deportes al aire libre, cuenta con asadores, etc. Inaugurado en el año 1991.
- Paseo de Venezia: ubicado en Av. Eva Perón y Aurelio Crespo. Recientemente inaugurado a la par de la nueva heladería Venezia. Se encuentra allí también un hermoso relieve realizado con motivo de los 500 años de la evangelización y descubrimiento de América.
- Monumento a la Virgen del Carmen: patrona de la ciudad y de la diócesis. Inaugurado en el año 1992, posee una cruz evangelizadora que se distingue por su corte, la cual solía plantarse tomando posesión de las tierras además de banderas hispanoamericanas. Se realizó en alusión a los 500 años de evangelización y descubrimiento de América. Monumento a la Virgen

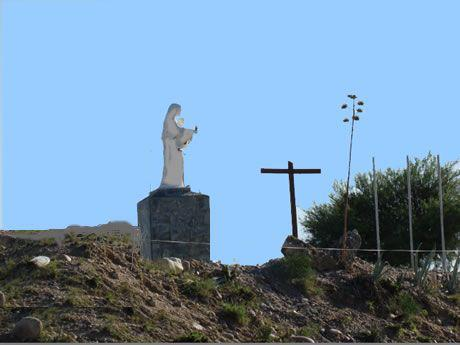
Monumento a la Virgen

### Casa del doctor Arturo Umberto Illia

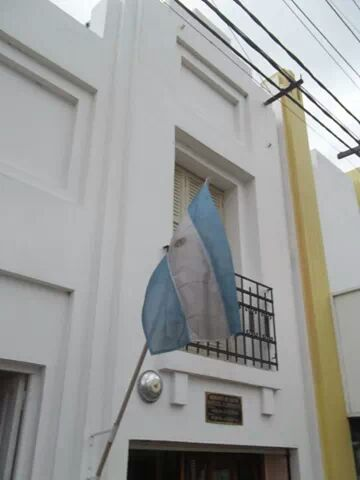

La Casa Museo de Arturo Illia, se ubica emplazada en el área centro de la ciudad de Cruz del Eje, Córdoba, en Calle Avellaneda N.º 181.
Fue declarada Monumento Histórico Nacional el 27 de noviembre de 2001 por Ley 25.533.
La Municipalidad de Cruz del Eje inaugura el Museo en el año 2003 con el objeto de reivindicar la vida e historia del ilustre expresidente de la República Argentina, Dr. Arturo U. Illia. Funciona en lo que fuera su vivienda particular en donde transcurrió parte de su vida y ejerció su profesión como médico. La Casa Museo simboliza un verdadero monumento histórico, con un frente lleno de placas de bronce colocadas en recuerdo del expresidente, atrae permanentemente la atención de los visitantes. Actualmente, muy bien conservado, en su austero y pulcro interior, el sencillo moblaje se mantiene tal como su ilustre ocupante lo dejó cuando en el año 1963 se hizo cargo de la presidencia de la República.
El museo cuenta con guías, quienes les contarán cada detalle de la casa y de la vida de Don Arturo.
La Casa es un espacio turístico y cultural en la Ciudad de Cruz del Eje, con un modelo expositivo dinámico y contemporáneo, la Casa Museo del Dr. Illia es un ámbito que convoca, y pretende que cada visitante sea un activo protagonista de su historia.

### La Ruta del Olivo

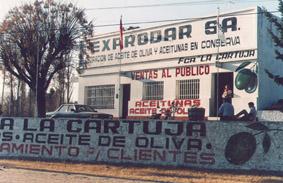
Fábrica de Exprodar

Otra de las características por las que se destaca Cruz del Eje es por la producción olivícola, tanto de aceite de oliva como la elaboración de aceitunas y sus derivados.
Surge así la denominada Ruta del Olivo que permite recorrer las diversas plantas procesadoras y productivas relacionadas al olivo, integrando y articulando también con otras localidades cercanas como San Nicolás, Paso Viejo, entre otras. Se pueden realizar compras de aceite de oliva o aceitunas elaboradas en los establecimientos o en los diversos comercios regionales de expendio de estos productos.
También es posible visitar los olivos, disfrutando el turismo rural y sus múltiples actividades.
Entre las principales plantas procesadoras y productores, se destacan:
- Soliva S.R.L.: se encuentra abierto todos los días de la semana todo el día, hay degustaciones, variedades de productos, aceitunas rellenas, condimentadas, conservas, pickles, morrones, mermeladas caseras, entre otros productos.
- Cuenca del Sol S.A.: en Avenida Pellegrini 187, Tel: (03549) 422919. Incorporada con tecnología española de última generación en el proceso de sus productos, convirtiéndose en líder en su sector en la provincia de Córdoba. Además cuenta con un selector óptico de tecnología láser para el seleccionado de las aceitunas, lo que la hace pionera en la aplicación de tal tecnología. Tiene el secreto de las mejores técnicas de elaboración de Aceitunas y Aceite de Oliva. Dirige todo el proceso de elaboración, con una rigurosa selección de los frutos, estricto control de calidad de cada una de las etapas de preparación, las adecuadas instalaciones y fundamentalmente el sol contribuyen a ostentar con orgullo la privilegiada fama de las más sabrosas aceitunas, alimento óptimo, nutritivo, y con una infinidad de buenos usos culinarios. En 2002 El Sr. Álvaro Álvarez recibe el premio Exportación de Nuevos Mercados en el día de la exportación en manos de Autoridades del Gobierno de la Provincia de Córdoba.
- Roberto Álvarez: desde 1994 la empresa de Roberto Sergio Álvarez bajo la forma societaria Unipersonal produce aceitunas verdes y negras, aceite de oliva virgen de primera presión. En Avenida Pellegrini 1799. Tel: (03549) 424860/422372
- Olivares y Viñedos San Nicolás S.A.: Inició sus actividades en la década del '30 y cuenta en la actualidad con la mayor plantación de olivos orgánicos del mundo. Ubicada a 15 km de la ciudad, es el establecimiento más importante de la zona, olivares que cubren más de 1200 hectáreas en plena producción, con la más avanzada y moderna fábrica de aceite de oliva del país, su mirador permite apreciar la extensión de las plantaciones que se proyectan al alcance de la vista.
- Exprodar S.A. "Fabrica la Cartuja": ubicada camino al Dique Cruz del Eje, es la más reconocida y renombrada. Desarrolla su actividad desde 1973, en forma ininterrumpida, realizando la elaboración de aceite de oliva, de acuerdo a las primitivas normas romanas, esta se realiza en frío logrando una mayor suavidad en el aceite de oliva, el cual se elabora con aceitunas recién cosechadas de sus propias plantaciones, respetando siempre las normas de seguridad e higiene. Con servicio de Guías.

### Fiestas populares y eventos
En la ciudad de Cruz del Eje se destaca la realización de tres fiestas populares, que congregan a la mayoría de los habitantes, las cuales son:

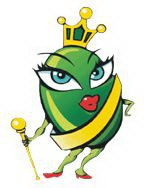

Fiesta Nacional del Olivo: rodeada de los aromas que los olivares regalan, la localidad comparte con lugareños y visitantes su homenaje al famoso "Oro verde" de Cruz del Eje en lo que constituye uno de los eventos más tradicionales de la ciudad. Durante 10 noches, de la primera quincena del mes de febrero, casi cerrando la temporada festivalera de verano en Córdoba, la fiesta prende luz verde en Cruz del Eje, con una programación variadísima que va desde el folclore a la música melódica, pasando por el cuarteto y el rock, figuras del humor y, por supuesto, la tradicional elección de la Reina Nacional del Olivo. También se realizan exposiciones referidas a la agroindustria, donde se convoca a distintas instituciones para exhibir sus productos. La fiesta noche a noche deleita al público con un colorido show de fuegos artificiales y culmina con un desfile de carrozas y la coronación de la reina. La fiesta es una de las más antiguas de la Argentina. Incluso fue anterior a Cosquín o Jesús María, ya que su primera edición fue en 1954, ligada a la promoción de la producción olivarera, su fruto la aceituna y el producto industrial: el aceite de oliva.
Fiesta Patronal: se festeja el 16 de julio, día de Nuestra Señora del Carmen, Patrona de la ciudad.
Este día se realizan celebraciones religiosas (misa y procesión), ferias artesanales y culmina con baile popular.
Semana de la Juventud o del Estudiante: se lleva a cabo durante el mes de septiembre en la semana durante la cual da comienzo la primavera. Consiste en una serie de eventos artísticos y culturales en los cuales participan los jóvenes de las distintas instituciones educativas de la ciudad, que se encuentran cursando el nivel medio.
Fecha de MotoCross Nacional: el autódromo J.C. Manzino de la ciudad, perteneciente al Motor Club local cuenta con varias fechas de eventos automovilísticos.

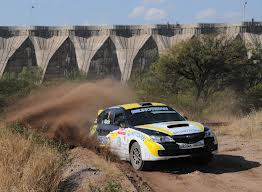

Rally: cada año se realizan fechas de rally por la ciudad y la región.
Torneos de Pesca: se realizan cada año en el dique de Cruz del Eje

## Economía
En cuanto a las actividades económicas que en el departamento se desarrollan, la más importante es la agricultura, con una variedad de productos cultivables como es la olivicultura, algodonera y legumbres. Es importante destacar la faz minera la extracción de piedra caliza, canteras de mármol y piedras graníticas o lajas para construcción.

### Industria algodonera
Desde el año 1943 se ha iniciado en el departamento el cultivo del algodón, instalándose en la ciudad de Cruz del Eje la primera Desmotadora Oficial, hoy propiedad de la Cooperativa Agropecuaria "La Regional Limitada".

### Industria olivera

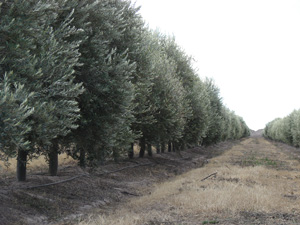
Plantaciones de los campos circundantes a la ciudad

Durante el siglo XX gran parte del bosque autóctono fue substituido por forestaciones de olivo.
El olivo ha dado pie a una industria aceitera, aunque gran parte de las aceitunas se industrializan en salmuera y se envasan de este modo para su venta en el mercado nacional e internacional.
Otra industria que se desarrolló desde la llegada del FF.CC. en 1890 es la relacionada con los talleres ferroviarios, dado que la ciudad es un nudo ferroviario que intercomunica las vías que se dirigen al NOA con las de la Pampa Húmeda.
Otras actividades económicas están vinculadas a la ganadería (vacunos, caprinos, ovinos y porcinos) y a la minería (canteras de mica, mármol, granito y "ónix"). Existen asimismo bodegas merced a una producción cuasi artesanal de vinos, y aserraderos.
Abundan las industrias artesanales: cestería (principalmente con totora), tejeduría con telar, cerámicas, elaboración de quesillos de cabra, arropes de chañar, licores, dulces de tuna, alfajores, rocas semipreciosas labradas, etc.

## Infraestructura
Municipalidad de Cruz del Eje: en un lote donado por el primer intendente, don Félix A. Cáceres, con unas dimensiones de 20 m de ancho por 30 m de fondo, se inicia su construcción en el año 1898. posteriormente, en diversas épocas, esta casa se fue ampliando para ir albergando las crecientes actividades municipales. El constructor inicial fue don Carlos Tarter.
Hospital "Aurelio Crespo": magnífica construcción sanitaria que encierra una historia digna de ser conservada. En el año 1910, a la edad de 72 años, fallece en la ciudad de Córdoba, don Aurelio Crespo, ilustre benefactor nacido también en la misma ciudad en el año 1838, abrazando la carrera de agrimensor. En su testamento otorgado en el año 1909, en su 4.º ítem dice... "dejo como herederos al obispo de Córdoba...la estancia de Mogro vejo...que se venderá para que con su importe el obispo de Córdoba haga trabajar un hospital de capacidad de cien enfermos en Cruz del Eje...con el fin de que todos los enfermos pobres...sean curados allí...y se administrará bajo la diócesis...y si sobrara dinero, se lo destinara para su administración y creación para una escuela para doscientos alumnos"...La estancia es adquirida por don Wilfrido Barón. En el año 1923 se inicia la obra del hospital, alcanzando únicamente a construirse un subsuelo y unas paredes que alcanzan una altura de 1,2 m. Las obras se suspenden definitivamente en el año 1926, alegando el obispado de Córdoba carencia de fondos. Posteriormente la construcción de este hospital es incluida en el año 1944 en el 1.º Plan Quinquenal, inaugurándose solemnemente el 4 de junio de 1947.

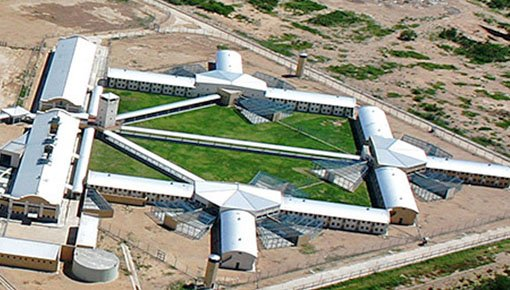
Complejo Carcelario de Cruz del Eje

Complejo Carcelario N.º 02 "Adj. Andrés Abregú": El 22 de junio de 2006 se inaugura el cruz del eje, el Complejo carcelario Adjutor Andrés Abregu, este se encuentra ubicado en calle Rondeau N.º10 Barrio Residencial América Anexo de la ciudad de Cruz del Eje a cuatro kilómetros de  Ruta Nacional N.º 38, en la zona noroeste de las afueras de la localidad, aproximadamente a 15 cuadras del casco céntrico, y a una distancia de  149Km. de la Ciudad  de Córdoba capital.
Dicho establecimiento cuenta con una capacidad total de alojamiento para unos 2000 internos, en celdas individuales y colectivas que está constituido de una estructura edilicia  divida en dos módulos desarrollados en un predio de aproximadamente 10.2 hectáreas, donde se emplazaban los talleres de la empresa Ferrocarriles Argentinos y que fue cedido oportunamente por el  Gobierno de Córdoba. Esta obra cuenta con una superficie cubierta total de 20 335 m² y demandó una inversión multimillonaria de $47.996.397, convirtiéndola a esta en  una de las cárceles modelo más segura y de avanzada tecnología.
Tribunales: Son una obra realizada por el Tribunal Superior de Justicia y el aporte del terreno por parte de la Municipalidad local.

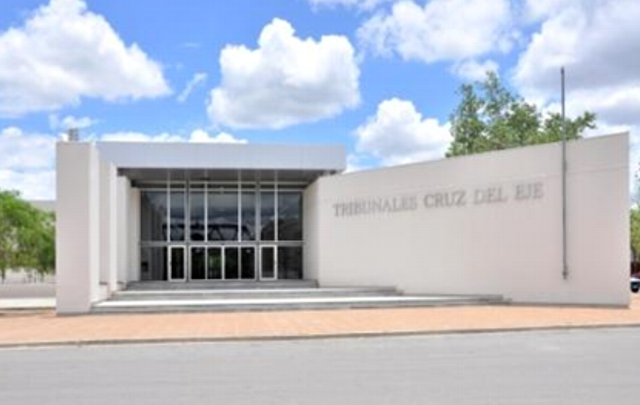
Tribunales de Cruz del Eje

Centro Cultural "El Puente": consta de una Sala de Exposición y Conferencias, Biblioteca, Cyber, Bar "Victorino" y el Canal 12 Comunitario de la televisión local.
Servicios:
- Biblioteca Municipal "Aurelio Crespo": es un espacio creado para el lector; entre sus libros posee una gran colección de autores cruzdelejeños y reseñas históricas. También se encuentran disponibles diarios locales, provinciales y nacionales.
- Computadoras conectadas gratuitamente a Internet. Además tienen la posibilidad de imprimir hasta 10 hojas sin cargo. Un sistema permite limitar el consumo de Internet en 45 minutos por usuario por día. Además, los usuarios son supervisados y orientados hacia el consumo coherente y productivo de Internet.
- Sala de Exposición y Conferencias, para que la ciudadanía cuente con un espacio donde pueda disfrutar de diversos espectáculos, conferencias, exposiciones, charlas y disertaciones. El edificio posee una capacidad para 120 personas, cuenta además con aire acondicionado y equipamiento de proyección de vídeo de alta calidad.

## Personalidades
- Arturo Umberto Illia: Pte. de la República Argentina (nacido en Pergamino)
- Rafael Nuñez: gobernador de Córdoba
- Jairo: cantante
- Cacho Buenaventura: humorista
- Oscar Ernesto Bazán: músico-compositor
- Ataliva Herrera: poeta y escritor (nacido en Córdoba Capital)
- Evaristo Vicente Barrera: futbolista exdelantero en Instituto y Racing
- Ezequiel Barrionuevo: futbolista que actualmente juega en Central Córdoba (Santiago del Estero)
- Marcos Aguinis: médico neurocirujano, psicoanalista y escritor (nacido en Córdoba)
- Miguel Antonio Romero: futbolista que se desempeñó en Talleres/Huracán
- Juan Tello: jugador profesional de pádel
- El "Negro" Becerra: Baterista de la banda local de Rock and roll "The Twisters Boys" e inventor del cóctel más popular del país (Fernet con Coca) el cual produjo en el bar "El Chusca" de la Ciudad en la década de 1960.

## Educación

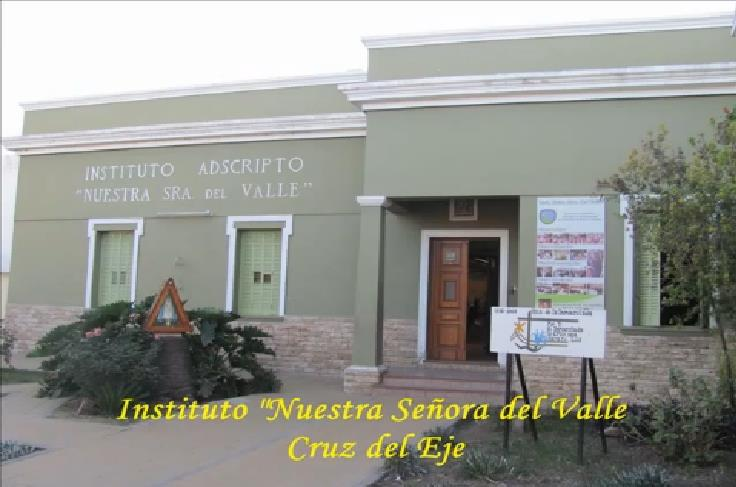
Instituto Nuestra Señora del Valle, uno de los establecimientos educativos más prestigiosos

Los establecimientos educativos tienen dos orígenes: público (mayoritario) y públicos de gestión privada. La educación pública, al igual que en todo el país, es financiada por el Estado nacional y provincial. Las Escuelas de gestión privada, son financiadas también por el estado, pero se distinguen por agregar en su currículo la formación cristiana, "catequesis"
En cuanto a los niveles educativos, la educación inicial comprende desde los 3 años hasta los 5 años de edad inclusive, siendo obligatorio el último año. Por su parte, la educación primaria, completamente obligatoria, está destinada a la formación a partir de los 6 años de edad. La secundaria, también obligatoria, es destinada a los que hayan cumplido con el nivel primario.
Respecto a la educación superior no universitaria, comúnmente denominada terciaria, se caracteriza por ser especializada y de corta duración, estando concebida para la rápida salida laboral. Existen tanto instituciones públicas como privadas que ofrecen este tipo de enseñanza.
Los establecimientos educativos en esta ciudad son varios, hay alrededor de tres escuelas que cuentan con todos los niveles educativos, múltiples escuelas secundarias cada una con un tipo de especialización a partir del 4.º año y 10 escuelas primarias.--
La ciudad de Cruz del Eje, en 2024, cuenta entre sus instituciones culturales y educativas con varios profesorados, ofertas educativas de nivel superior técnico de formación profesional, y sedes de universidades.

### Escuelas de Educación Primaria eb la Ciudad de Cruz del Eje
- Escuela Provincia de Jujuy
- Escuela Domingo Faustino Sarmiento
- Escuela Marcos Sastre
- Escuela Senador Nicolás Pedernera
- Escuela Pablo Pizzurno
- Escuela Normal República del Perú
- Escuela Instituto Monseñor Enrique Pechuán Marín
- Escuela Instituto Nuestra Señora del Valle
- Escuela Ernesto Bavio
- Escuela Leopoldo Herrera
- Escuela Justo José Pacheco
- Escuela Joaquín Víctor González
- Escuela José Ingenieros

### Escuelas De Educación Secundaria en la ciudad de Cruz del Eje
- Instituto Nuestra Señora del Valle
- Instituto Juan Pablo II
- IPEM 273 Manuel Belgrano
- IPEMyT 253 Juan Domingo Peron
- IPEMyT 104 Arturo Capdevila
- IPEA N.º 3 Arturo Umberto Illia
- Escuela Normal República del Perú
- Escuela Experimental PRoA Cruz del Eje

### Institutos de Nivel Superior Públicos
- IES Arturo Capdevila: profesorados de Matemática, Física, Química, Lengua y Literatura, Inglés, Historia. Tecnicatura en Higiene y Seguridad, Tecnicatura en Bromatología. Tecnicatura en Gestión Agropecuaria
- Instituto Superior del Profesorado Escuela Normal Superior República del Perú profesorados de Educación Inicial, Profesorado de Educación Primaria, Profesorado de Física, Profesorado de Química
- Instituto Nuestra Señora del Valle: profesorados de Educación Especial
- Instituto Superior de Formación Docente José Manuel Estrada: Profesorado de Economía
- Instituto San Nicolás - SEP: enfermería.

Además existen propuestas educativas con sede en la ciudad de La Universidad de La Rioja
EL CEDER, dependiente del Gobierno provincial, brinda capacitaciones cortas, cursos de oficios y con amplia salida laboral. Los mismos son gratuitos y financiados por el gobierno provincial

## Deportes
En la ciudad, se encuentran varios clubes sociales y deportivos como por ejemplo:
- Escuela de Básquet de Nano Musina;
- Olayón Club (fútbol, Hockey y básquet);
- B.B Union Club (Básquetbol)
- Cruz del Eje Lawn Tennis Club (tenis, básquet, natación, bochas y frontón);
- Club Independiente (básquet, rugby, fútbol, natación);
- Club Atlético Instituto de Tráfico
- Club Sportivo Belgrano de la Toma
- Club Atlético Talleres
- F.I.C.E
- Club Atlético Central Norte Argentino
- Cavis Rugby Hockey Club
- Cruz del Eje Rugby Club - Los Gorilas